# Neoglyphidodon melas
Neoglyphidodon melas är en fiskart som först beskrevs av Cuvier, 1830.  Neoglyphidodon melas ingår i släktet Neoglyphidodon och familjen Pomacentridae. Inga underarter finns listade i Catalogue of Life.